# Енинген (Беблинген)
Енинген (њем. Ehningen) општина је у њемачкој савезној држави Баден-Виртемберг. Једно је од 25 општинских средишта округа Беблинген. Према процјени из 2010. у општини је живјело 8.012 становника. Посједује регионалну шифру (AGS) 8115013.

## Географски и демографски подаци
Енинген се налази у савезној држави Баден-Виртемберг у округу Беблинген. Општина се налази на надморској висини од 448 метара. Површина општине износи 17,8 km². У самом мјесту је, према процјени из 2010. године, живјело 8.012 становника. Просјечна густина становништва износи 450 становника/km².